# Apollo Automobil
Apollo Automobil (претходно познат као Gumpert Sportwagenmanufaktur) је немачка фабрика ексклузивних спортских аутомобила (супераутомобила) са седиштем у Алтенбургу. Основана је 2005. године, а оснивач и власник фабрике је Роланд Гумперт, некадашњи директор Аудијевог спортског одељења. Први модел који је фабрика произвела је био аполо. Са четрдесетак радника, Гумперт годишње произведе 24 аутомобила који се продају у Европи, Сједињеним Америчким Државама и на Блиском истоку.